# Virtualno letenje
Virtualno letenje podrazumjeva sve ono što i pravo realno letenje, samo što se ovo događa u virtualnom računalnom svijetu gdje su korisnici povezani u jedinstvene internet virtualne mreže. Avio virtulne mreže ili virtualni zračni prostori, kako se češće nazivaju sadrže tri vrste korisnika: virtualne pilote, virtualne kontrolore leta i promatrače. Za sve tri grupe korisnika potrebna je odgovarajuća programska podrška. Za pilote to su letaćke platforme ili simulatori a za kontolore i promatrače računalni programi koji im daju mogućnost kontroliranja, komunikacije ili samo promatranja.

## Povijest
Prvi virtualni letovi započeli su Americi početkom 21. stoljeća.
U Hrvatsku virtualno letenje dolazi nešto kasnije. Krajem 2005. godine, osnovan je Air Croatia virtual, a pri kraju 2007. godine Air Botanica i Cargo Adriatic.

## Simulatori
Za virtualno letenje je potreban software s kojim se spaja preko interneta na poslužitelj tj.server sa svojim računalom.
Poznati računalni simulatori koji su izašli na tržište do 2008. godine su Microsoft Flight simulator 2004 i Microsoft Flight simulator X.

## Virtualni pilot
Osoba koja se na svom račualnom simulatoru preko internet poslužitelja spaja na jedinstveni virtualni prostor i u njemu stručno obavlja ulogu pilota određenog zrakoplova.

## Virtualni kotrolor leta
Osoba koja je zadužena za sva događanja i kontrolu u virtualnom zračnog prostoru, kretanje zrakoplova, njihov kurs, visinu leta, davanje dozvola za uzlijetanje, slijetanje i slično, tj. isto ono što obavljaju kontrolori leta u stvarnosti.
Takđer spojeni na određeni virtualni zračni prostor na internetu sva događanja prate na zaslonu svog monitora, a radio komunikaciju s pilotima uglavnom vrše verbalno preko mikrofona i slušalica spojenih na računalo.

## Obrazovanje
U obrazovanje svakog virtualnog pilota, osim pravila pristojnog on-line ponašanja, pripadajuće etike i morala u komunikaciji, spadaju među ostalim i meteorologija, aerodinamika, informatika, radio komunikacija te zaokružuju fizika i matematika kao osnovne ćelije u zrakoplovstvu.
Za obrazovanje potencijalni piloti se ne moraju brinuti jer to uglavnom dobivaju besplatno i uz veliku podršku svojih virtualnih avio kompanija ili pak od internacionalnih virtualnih letačkih družina.

## Spajanje na virtualni zračni prostor
Međunarodni multiplayer poslužitelji služe da bi se u jedan virtualni prostor preko interneta spojili kontrolori leta i piloti u jedinstvenu mrežu. To su neprofitabilne organizacije, tj.udruge, a najpoznatije do početka 2008. godine su IVAO i VATSIM.
I jedna i druga mreža su organizirane tako da u svojim programima imaju obuku i treniranje pilota kao i kontrolora leta, te iste vrednote i zasluge nagrađuju određenim činovima i nagradama o kojima ovise satovi leta, ponašanje u teškim vremenskim uvjetima, snalaženje u zračnom prostoru i sl.

## Vanjske poveznice
- Air Croatia virtual  Arhivirana inačica izvorne stranice od 18. svibnja 2013. (Wayback Machine)
- 9A-CVAS  Arhivirana inačica izvorne stranice od 17. prosinca 2007. (Wayback Machine)
- IVAO
- VATSIM  Arhivirana inačica izvorne stranice od 2. srpnja 2001. (Wayback Machine)